# Viscum obovatum
Viscum obovatum là một loài thực vật có hoa trong họ Santalaceae. Loài này được Harv. miêu tả khoa học đầu tiên năm 1862.